# Tarnavka, Ciortkiv
Tarnavka (în ucraineană Тарнавка) este o comună în raionul Ciortkiv, regiunea Ternopil, Ucraina, formată numai din satul de reședință.

## Demografie
Componența lingvistică a comunei Tarnavka
     Ucraineană (99,75%)
     Alte limbi (0,25%)
Conform recensământului din 2001, majoritatea populației comunei Tarnavka era vorbitoare de ucraineană (99,75%), existând în minoritate și vorbitori de alte limbi.